# Andreas Z. Simon
Andreas Z. Simon (* 1974 in Frankfurt am Main) ist ein deutscher Schriftsteller, Drehbuchautor, Regisseur, Podcaster und Filmproduzent. In der KiKA Musiksendung Dein Song war er 9 Jahre lang als Regisseur der Musikvideos auch vor der Kamera zu sehen.

## Leben und Werk
Andreas Z. Simon drehte bereits als Kind Kurzfilme und gewann damit regionale und nationale Kurzfilmwettbewerbe. Nach dem Abitur ging er an die New York Film Academy und arbeitete anschließend als freiberuflicher Autor und Regisseur für diverse TV-Sendungen.
2004 begleitete er als One-Man-Team einen Hilfskonvoi von Darmstadt nach Kundus in Afghanistan. Über diese Reise entstand eine Reportage für den SWR. Weitere Dreharbeiten für andere Sendungen führten ihn nach Marokko, Malta, Bosnien, Kroatien, Indien, in die Volksrepublik China und die USA.
In der Musiksendung „Dein Song“ des KiKA war er von der 1. bis zur 9. Staffel als Regisseur für die Musikvideos der Kandidaten verantwortlich und in dieser Funktion auch sichtbarer Teil der Sendung.
Insgesamt schrieb und inszenierte er in dieser Zeit fast 100 Musikvideos, die jährlich auch auf DVD erschienen und Spitzenpositionen in den Charts belegten. 2013 befanden sich mehr als 10 seiner Musikvideos in den deutschen Musikvideo-Top100 bei iTunes.
Er inszenierte und produzierte die ersten Portraits für die Ashoka-Stiftung in Deutschland und Videos für die Ausstellung Dialog mit der Zeit. Die Ausstellung wanderte ab 2014 von Frankfurt und Berlin, über Taipeh, Finnland, Schweiz, Singapur und Brasilien nach Hamburg.
2021 feierte sein Spielfilm „t=E/x²“ (mit Mario Ganss, Jasmin Wagner und Götz Otto) seine Premiere im Chinese Theatre in Hollywood, USA und gewinnt im Anschluss weltweit Festivalpreise. Die deutschsprachige DVD erschien 2023.
Im gleichen Jahr erschien auch sein erster Roman für Kinder ab 10 namens „Die Zukunft in meiner Hand“ im Gulliver-Verlag. 2024 wurde er dafür mit dem Bad Iburger Kinderliteraturpreis "Schlossgeschichten" fürs beste Kinderbuchdebüt ausgezeichnet.
Nebenbei moderiert er die „Neurotainment Show“, einen Podcast über „Kunst, Zukunft und den Sinn des Lebens“. Prominente und teils wiederkehrende Gäste waren bereits Wolfgang Hohlbein, Ivar Leon Menger, Jasmin Wagner, Bürger Lars Dietrich, Mieze Katz, Daniel Hartwich und Moritz Eggert.
Er ist Mitglied im Phantastik-Autoren-Netzwerk und engagiert sich für soziale Projekte und Tierrecht.

## Auszeichnungen (Auswahl)
- 1990 Young Talent Award - Bundeswettbewerb Jugend und Video, Leipzig/Deutschland (überreicht von Angela Merkel)[18]

- 1998 Frankfurter Filmpreis, Frankfurt am Main/Deutschland
- 2004 Bester Film - Trigitales Filmfestival, Graz/Österreich
- 2005 Golden Pen Award - Croatian Tourism Award, Dubrovnik/Kroatien
- 2018 Best Webseries - The Buddha International Film Festival, Pune/Indien
- 2019 Best Sports Special - New York Festivals TV & Film Awards, New York/USA
- 2020 Best Genre Film - Druk International Film Festival, Bhutan
- 2020 Best Debut Filmmaker - World Film Carnival, Singapur
- 2020 Best Directorial Debut - Vidi Space Film Festival, USA
- 2020 Finalist Jury Prize - New York Movie Awards, New York/USA
- 2022 Best First Time Feature Director (Nominierung) - Boston Science Fiction Film Festival, Boston/USA[19]
- 2024 Bad Iburger Kinderliteraturpreis "Schlossgeschichten"

## Bibliografie
- Die Zukunft in meiner Hand (2023)
  - Mit Illustrationen von Timo Grubing. Gulliver/Beltz & Gelberg, Weinheim ISBN 978-3-407-81308-4
- SOS vom Planeten Aquaphobius (2025)
  - Von David Pientka, nach Ideen von Andreas Z. Simon. Books on Demand, Norderstedt ISBN 978-3-758-35060-3

## Filmografie (Auswahl)
Spielfilm
- 2021: t=E/x²  (Drehbuch, Regie und Produktion)

TV (Auswahl)
- 2000: Tabaluga tivi (Beiträge)
- 2003: Macher & Märkte, ZDF-Info (Drehbuch & Regie)
- 2004: Dr.MagLove, KiKA (Drehbuch & Regie)
- 2004: Die Aufbrecher, ZDF-Info (Drehbuch & Regie)
- 2004: Konvoi nach Kunduz - Hilfe für Afghanistan, SWR (Drehbuch, Regie & Kamera)
- 2008: Dein Song, KiKA (Drehbuch & Regie, seit 2017 auch Executive Producer)
- 2009: Wirtschaftswunder, ZDF-Info
- 2009: Sparschwein Rüdiger, ZDF (Drehbuch & Regie)
- 2014: Das Haustier Camp, KiKA (Regie)
- 2015: Tabaluga Adventskalender (Drehbuch, Regie & Executive Producer)
- 2022: Dein Song sucht den Weihnachtshit, ZDF (Drehbuch, Regie & Executive Producer)
- 2022: JOJAs Bullytalk (mit Joja Wendt und Bastian Pastewka), RTL+ (Regie)
- 2024: Die DIKKA-Show, KiKA (Executive Producer)

Musikvideos (Auswahl)
- 2008: Samer feat. Samy Deluxe - Ruhe Und Frieden
- 2008: Caroline feat. Nena - Bei Dir Sein
- 2008: Katsiaryna feat. Boss Hoss - Liebst Du Mich Oder Nicht?
- 2008: Lennart feat. Culcha Candela - Nicht Zur Schule Gehn
- 2008: Joshua feat. Julian & Panik - Stubenrocker
- 2009: Judith feat. Roger Cicero - Farewell
- 2009: Janina Picard feat. Sarah Connor - Under Your Wings
- 2009: Katharina feat. David Garrett - Good Times
- 2009: Martin feat. Dennis Lisk - Jeder Fängt Mal Klein An
- 2009: Marius feat. Die Zipfelbuben - Jetzt Geht Es Wieder Los
- 2009: Emily feat. Ria & Cassandra Steen - Du Bist Nicht Mehr Du
- 2009: Manu feat. Aloha From Hell - I Hate War
- 2009: Lilly feat. Wolfgang Niedecken - Fill My Life
- 2011: Raphael Groß feat. Monrose - Tell Me
- 2011: Milene feat. Klaus Doldinger - In Diesem Moment
- 2011: Sarah feat. Unheilig - Endlich Frei
- 2012: Kai feat. Till Brönner - Memories of U.S.
- 2012: Julian feat. La Fee - Hard To Know
- 2012: Pia & Sophia feat. Jupiter Jones - Vielleicht Verstehst Du (Ja)
- 2012: Andreas Bourani - Über Alle Grenzen
- 2013: Lisa feat. Glasperlenspiel – Mama
- 2013: Marie-Celestine feat. Rolando Villazon – Lied an die Meerjungfrauen
- 2013: Mascha feat. Mousse T – MM-Song
- 2013: Sydney feat. Lena Meyer-Landrut – Crazy
- 2013: Daria feat. Marlon Roudette – Like
- 2013: Lina Larissa Strahl feat. Mia. – Freakin’ Out
- 2014: Pier Luca feat. DJ Bobo - Lost Without The Music
- 2014: Philipp feat. Revolverheld - Wer Weiß?
- 2014: Andreas feat. Max Mutzke - A Cry In The Night
- 2014: Jasmin feat. Madcon - Feline
- 2015: Lotte feat. MC Fitti - Smile
- 2015: Jason feat. Stefanie Heinzmann - World Of Distortion
- 2015: Levent Geiger feat. Laith Al Deen - It´s Up To Me
- 2015: Jamie feat. Olly Murs - Let Me Drop It Like this
- 2015: Victoria Conrady & Mark Forster - Maniac
- 2016: Jan feat. Peter Maffay - Neue Welten
- 2016: Ben feat. Michael Patrick Kelly - Lovehurricane
- 2016: Svenja feat. Kelvin Jones - Dramaqueen
- 2016: Leontina feat. Namika - Wie Sand
- 2016: Josua feat. Johannes Oerding - Der Himmel wird blau
- 2017: Farzin feat. Alvaro Soler - Sie lässt mich allein
- 2017: Patrick feat. Max Giesinger - Dieses Lied
- 2017: Antonia feat. Tim Bendzko - Reality
- 2018: Felix feat. Alexander Klaws - Der Euphorische Weltuntergang
- 2018: Leon feat. Matthias Schweighöfer - Ziggy Stardust
- 2019: Levent Geiger feat. Nico Santos - Hottest Girl
- 2023: Johanna Klum und Bürger Lars Dietrich feat. Bernd Das Brot - Mein Song ist Dein Song